# إليشا بيك
إليشا بيك (بالإنجليزية: Elisha Peck) هو شخصية أعمال أمريكي، ولد في 1789 في لينوكس في الولايات المتحدة، وتوفي في 1851.